# Stremț (okręg Marmarosz)
Stremț – wieś w Rumunii, w okręgu Marmarosz, w gminie Băsești. W 2011 roku liczyła 358 mieszkańców.